# Kuraray
K. K. Kuraray (jap. 株式会社クラレ, kabushiki kaisha kurare; engl. Kuraray Co., Ltd.) ist ein weltweit tätiges japanisches Unternehmen der Spezialchemie mit Hauptsitz in Chiyoda, Präfektur Tokio und Unternehmenszentrale im Ōte Center Building im Stadtteil Ōtemachi.
1926 gegründet, erzielt Kuraray heute mit etwa 11.000 Mitarbeitern weltweit einen Jahresumsatz von rund 4,5 Milliarden Euro.
Kuraray zählt zu den größten Anbietern von Polymeren und synthetischen Mikrofasern und setzt verstärkt auf die Entwicklung und Anwendung innovativer Hochleistungsmaterialien.
Im Kofferwort-Logo kuraray  aus 2011 stammt kura von der Gründungsstadt Kurashiki in Japan und das kursive ray von der Viskosefaser (Kunstfaser) Rayon, dem ersten von Kuraray hergestellten Produkt.

## Geschichte
Kuraray wurde im Jahr 1926 als Kurashiki Kenshoku Co. im japanischen Kurashiki gegründet. Die Fabrik war zur Herstellung von Kunstseide aus Viskose vorgesehen.
In den 1950er Jahren war Kuraray die erste Firma, der die Vermarktung von Vinalonfasern und -Textilien gelang. Daraufhin wurden nach und nach Baumwollstoffe in japanischen Schuluniformen durch Kunstfasern ersetzt.
Kuraray war das erste japanische Unternehmen, das eine Produktionsstätte in China eröffnete. Um 1990 folgten Fabriken in Belgien und Singapur.
Erst vor einigen Jahren erwarb Kuraray die jetzigen Geschäftsbereiche in Deutschland und den USA.

### Standort Deutschland
Bereits 1965 entstand die erste Zweigstelle der Kuraray Co. in Hamburg. Das Büro zog drei Jahre später nach Düsseldorf. 1991 gründete man Kuraray Europe GmbH. Die im Jahr 2001 gegründete Kuraray Specialities Europe GmbH in Frankfurt am Main fusionierte 2006 mit Kuraray Europe GmbH.
Das Fundament der Kuraray Europe GmbH, mit Sitz in Hattersheim am Main, bilden die traditionsreichen Produktionsbetriebe „Mowiol“ (Polyvinylalkohol – heute: KURARAY POVAL) und „Mowital“ (Polyvinylbutyral) im Industriepark Höchst (vormals Werk Höchst, Hoechst AG). Sie wurden 2001 von Clariant übernommen, 2005 folgte der Erwerb des TROSIFOL Foliengeschäfts von HT Troplast in Troisdorf. Vor allem durch die TROSIFOL Folien für Verbundsicherheitsglas in Fahrzeugen und Gebäuden – wie zum Beispiel in der Reichstagskuppel in Berlin – ist das Unternehmen im Markt bekannt geworden.

## Konzernstruktur
Kuraray unterhält folgende Tochterunternehmen:
- EVAL Europe N.V., Zwijndrecht, Belgien
- Kuraray Asia Pte., Ltd., Singapur
- Kuraray America, Inc., Houston, USA
- Kuraray Europe GmbH, Frankfurt am Main, Deutschland (100 %)
- Kuraray Hong Kong Co., Ltd., Kowloon, Hongkong
- Kuraray India Pvt. Ltd., Neu-Delhi, Indien
- Kuraray (Shanghai) Co., Ltd., Shanghai, China

## Produkte
Kuraray ist zusammen mit Kuraray Europe einer der europaweit führenden Hersteller von Polyvinylalkohol und Polyvinylbutyral. Diese Produkte werden in vielen Bereichen des täglichen Lebens eingesetzt: zur Herstellung von Papier, Textilien, Verpackungen, Druckfarben, Lacken, Klebstoffen, wasserlöslichen Folien und Keramiken.
Unter dem Markennamen „TROSIFOL“ stellt Kuraray Folien her, die für Verbund-Sicherheitsglas in Fahrzeugen, Gebäuden und Solaranlagen verwendet werden. Zum Produktangebot gehören außerdem chemische Spezialitäten, Aktivkohlefilter, thermoplastische Elastomere, Kunstfasern, Kunstleder und Dentalprodukte.
Mit „Clarino“ produziert das Unternehmen ein Kunstleder aus 60 % Polyamid und 40 % Polyurethan. Es ähnelt Veloursleder. Einsatz findet es vor allem bei Schuhen, Taschen und Sportartikeln.